# 特吕西洛格约
特吕西洛格约（法語：Trucy-l'Orgueilleux，法語發音：[tʁysi lɔʁɡœjø] ⓘ）是法国涅夫勒省的一个市镇，属于克拉姆西区。

## 地理
特吕西洛格约（47°26'47"N, 3°24'45"E）面积13.54 平方千米，位于法国勃艮第-弗朗什-孔泰大區涅夫勒省，该省份为法国中部省份，北至约讷省，西北接卢瓦雷省，西接谢尔省，南至阿列省，东南接索恩-卢瓦尔省，东临科多尔省。
与特吕西洛格约接壤的市镇（或旧市镇、城区）包括：布勒尼翁、科尔沃勒洛格约、瓦西河畔比利、瓦西。

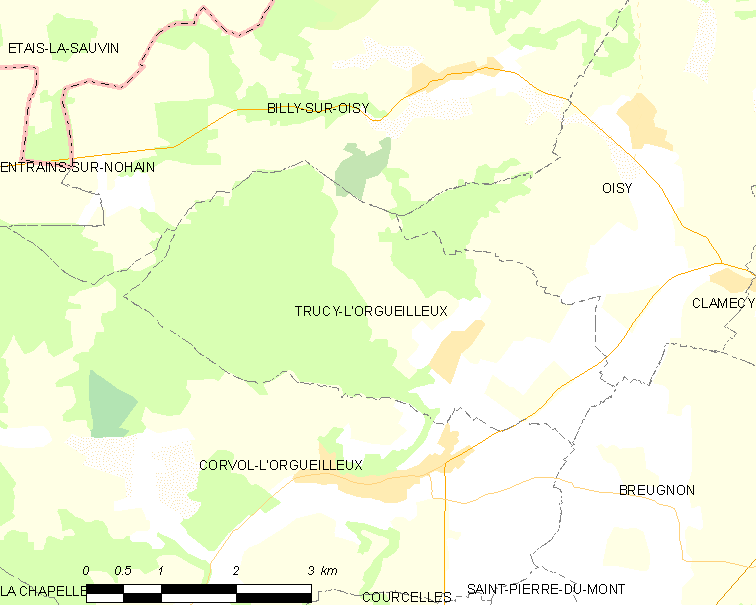
特吕西洛格约的OSM定位图

特吕西洛格约的时区为UTC+01:00、UTC+02:00（夏令时）。

## 行政
特吕西洛格约的邮政编码为58460，INSEE市镇编码为58299。

## 政治
特吕西洛格约所属的省级选区为克拉姆西县。

## 人口

1962-2008年间特吕西洛格约人口变化图示

特吕西洛格约于2022年1月1日时的人口数量为218人。